# Cmentarz wojenny w Marcinowej Woli
Cmentarz wojenny w Marcinowej Woli – cmentarz z I wojny światowej znajdujący się w centrum wsi Marcinowa Wola w województwie warmińsko-mazurskim, powiecie giżyckim, w gminie Miłki. 
Obiekt znajduje się w centrum wsi. Ma kształt trapezu. Częściowo ogrodzony jest niskim kamiennym murkiem z głównym wejściem od strony drogi, Na terenie cmentarza znajduje się 3 mogiły zbiorowe, w których pochowanych jest 301 żołnierzy rosyjskich oraz 72 żołnierzy niemieckich. Pozostałe 38 grobów jest grobami pojedynczymi z kamieniami nagrobnymi, z nazwiskami, datami urodzenia oraz śmierci oraz przynależnością do jednostek żołnierzy niemieckich.
Pochodzili oni m.in. z następujących jednostek: 33 Pułk Fizylierów (Strzelców) im. Hrabiego Roona (1 Wschodniopruski), Reserve-Infanterie-Regiment Nr. 76, 43 Pułk Piechoty im. Księcia Meklenburgii Karola (6 Wschodniopruski). 
Pochowani na cmentarzu żołnierze zginęli w czasie walk w na jesieni 1914 roku oraz w lutym 1915 roku.
W 2010 roku cmentarz został oczyszczony we wspólnej akcji Niemieckiego Związku Opieki nad Grobami Wojennymi w Kassel przy współpracy Rady Ochrony Pamięci Walk i Męczeństwa oraz Polsko-Niemieckiej Fundacji "Pamięć".